# Правый Бехтемир
Правый Бехтемир — река в России, протекает в Целинном районе Алтайского края. Устье реки находится по правому берегу реки Бехтемир в 66 км от устья Бехтемира; до впадения Правого Бехтемира река Бехтемир называется Левый Бехтемир. Длина реки составляет 20 км, площадь водосборного бассейна 88 км².

## Данные водного реестра
По данным государственного водного реестра России относится к Верхнеобскому бассейновому округу, водохозяйственный участок реки — Бия, речной подбассейн реки — Бия и Катунь. Речной бассейн реки — (Верхняя) Обь до впадения Иртыша.